# Stenetrium dagama
Stenetrium dagama is een pissebed uit de familie Stenetriidae. De wetenschappelijke naam van de soort is voor het eerst geldig gepubliceerd in 1920 door Keppel Harcourt Barnard.